# Olof Kempe
Olof Valter Kempe, född 14 februari 1907 i Ragunda församling, Jämtlands län, död 11 september 1986 i Täby församling i Stockholms län, var en svensk direktör.
Olof Kempe var son till provinsialläkaren Sven Kempe och Anna Olson. Han avlade studentexamen i Skara 1925, blev fänrik vid Flottan 1928, löjtnant 1931, kapten 1940 och kommendörkapten 1946 samt gick ut Försvarshögskolan (FHS) 1953. Han blev byrådirektör 1943 och byråchef vid Försvarets radioanstalt från 1948.
Olof Kempe gifte sig 1940 med Maja Bedoire (1914–1999), dotter till ingenjören Helge Bedoire och Dorisse Hallgren. De fick fyra barn: Sven (f 1940), Jan (1943–1944), Ulf (född 1945) och Margareta (född 1953), som varit gift med Lars Amble.
Makarna Kempe är begravda på Galärvarvskyrkogården i Stockholm.

## Priser och utmärkelser
- Riddare av Svärdsorden[2]
- Riddare av Nordstjärneorden[2]
- Riddare av Dannebrogorden[2]
- Riddare av Finlands Vita Ros orden[2]